# Historia del uniforme del Club Deportivo Huachipato
En sus comienzos Huachipato utilizó un uniforme de color gris. Luego cambió a una equipación similar a la selección chilena, con colores rojo, azul y blanco. Cuando el club ascendió por primera vez a Primera División adoptó la camiseta azul y negra del Inter de Milán. Entre los años 1975 y 1976, a la clásica camiseta negriazul se le añadieron franjas blancas.

## Uniforme titular
| 1947 | 1965-66 | 1967 | 1968-69 | 1970 | 1970-72 | 1973-74 | 1974 | 1974 |

| 1975 | 1976 | 2001 | 2002 | 2003 | 2009 | 2010 | 2011 | 2012 |

| 2013-14 | 2014 | 2015-16 | 2016-2017 | 2020-21 | 2021 | 2022 | 2024-25 |

## Uniforme alternativo
| 1967 | 1979 | 2002 | 2003 | 2009 | 2010 | 2011 | 2012 | 2013-14 |

| 2014 | 2015-16 | 2016-2017 | 2020-21 | 2021 | 2022 |

## Tercer uniforme
| 2020-21 | 2021 |

## Indumentaria y patrocinadores
| Período   | Proveedor      |
| --------- | -------------- |
| 1988-1994 | Le Coq Sportif |
| 1995-1996 | Topper         |
| 1997-1998 | Mizuno         |
| 1999      | Kelme          |
| 2000-2005 | Adidas         |
| 2006-2008 | Diadora        |
| 2009-2018 | Mitre          |
| 2019-2022 | OneFit         |
| 2023      | KS7            |
| 2024-     | Marathon       |

| Período   | Patrocinador |
| --------- | ------------ |
| 2000-2006 | Cristal      |
| 2007-2008 | Acero CAP    |
| 2009-2014 | CAP          |
| 2017-2023 | PF           |
| 2023-2024 | Novibet      |
| 2025-     | 1xBet        |